# Hyorhinomys stuempkei
Hyorhinomys stuempkei (Esselstyn, Achmadi, Handika & Rowe, 2015) è un roditore della famiglia dei Muridi, unica specie del genere Hyorhinomys (Esselstyn, Achmadi, Handika & Rowe, 2015), endemico di Sulawesi.

## Etimologia
L'epiteto generico deriva dalla combinazione delle tre parole greche Hyo-, -rhinos- e -mys, il cui significato letterale è topo con il naso da maiale. Il termine specifico è invece dedicato ad Harald Stümpke, pseudonimo di Gerolf Steiner, zoologo e scrittore tedesco autore del libro Bau und Leben der Rhinogradentia, nel quale viene descritta in maniera fantasiosa l'evoluzione di un gruppo di mammiferi provvisti di lunghi nasi ed enormi orecchie, anticipando curiosamente la scoperta di questo insolito roditore.

## Descrizione

### Dimensioni
Roditore di medie dimensioni, con la lunghezza della testa e del corpo tra 175 e 208 mm, la lunghezza della coda tra 185 e 226 mm, la lunghezza del piede tra 50 e 56 mm, la lunghezza delle orecchie tra 37 e 40 mm e un peso fino a 268 g.

### Caratteristiche craniche e dentarie
Il cranio è lungo e delicato, presenta un rostro lungo e le bolle timpaniche rigonfie. La mandibola è priva del processo coronoideo. Gli incisivi sono bianchi, la coppia superiore è corta e fragile mentre quelli inferiori sono estremamente lunghi e procombenti. I molari sono provvisti di cuspidi, il terzo è ridotto.
Sono caratterizzati dalla seguente formula dentaria:

### Aspetto

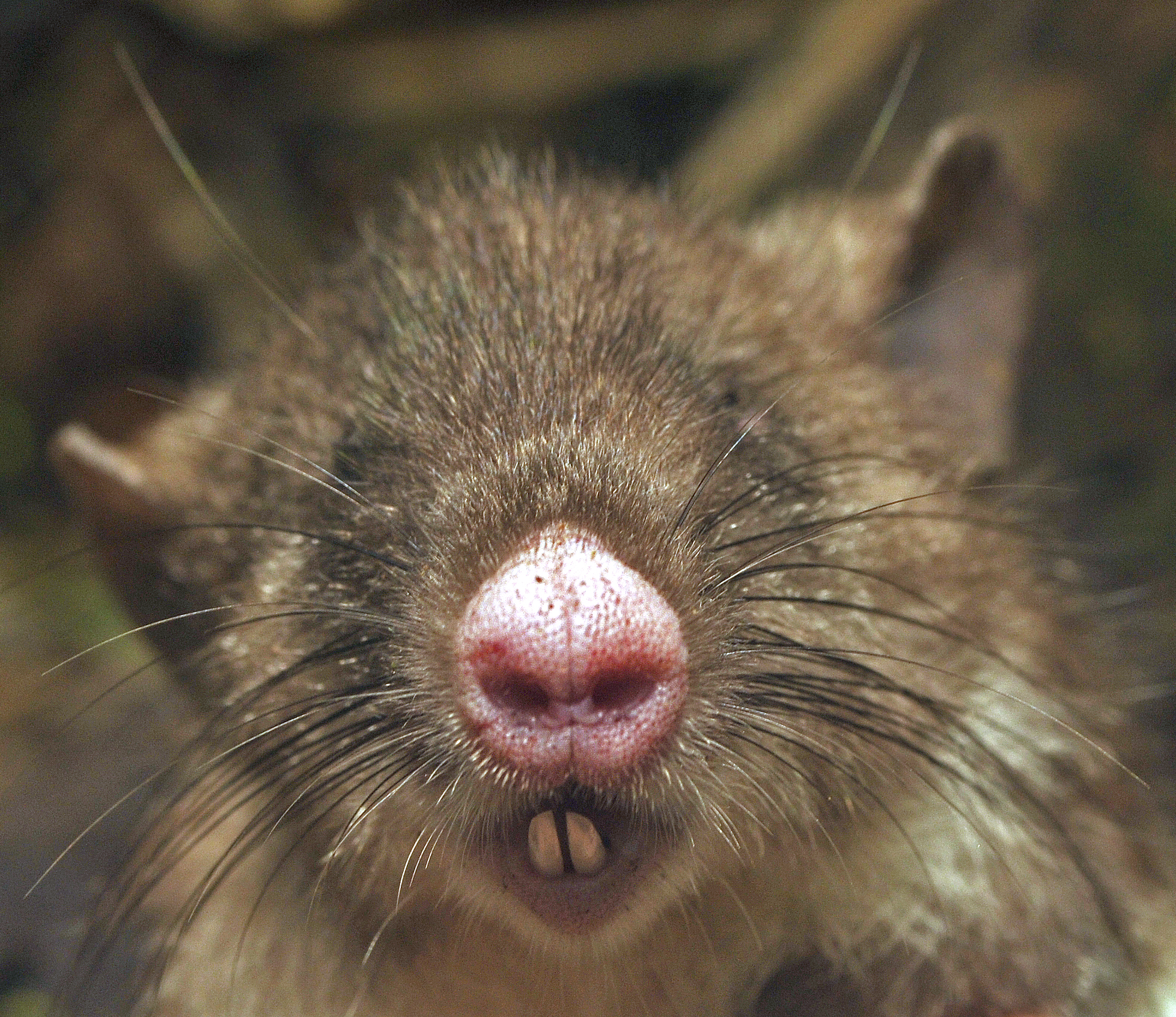
Dettaglio del muso

Il corpo è robusto, con una testa e il petto relativamente grandi. La pelliccia è corta, soffice e sparsa. Le parti dorsali sono grigiastre con la base dei peli bianca e le punte marroni scure, sulla groppa sono presenti dei peli più lunghi con l'estremità bianche, la schiena è  più scura dei fianchi e dona un aspetto generale chiazzato, le parti ventrali sono bianco crema. Il muso è relativamente breve, con delle macchie più scure intorno ai piccoli occhi e sui lati. Il naso è insolitamente piatto, rosato e con le narici che si aprono anteriormente. La lingua è attraversata dorsalmente da un profondo solco longitudinale. Le orecchie sono molto grandi ed arrotondate. Le zampe anteriori sono corte e chiare, con le dita munite di artigli appiattiti. Il pollice è corto e provvisto di unghia. Sul palmo sono presenti cinque cuscinetti carnosi. Gli arti posteriori sono lunghi, le dita dei piedi sono muniti di lunghi artigli affilati e compressi lateralmente. Le piante dei piedi sono scure e fornite di sei cuscinetti carnosi. La coda è leggermente più lunga della testa e del corpo, è dorsalmente scura e bianca ventralmente e all'estremità. La regione pubica è ricoperta in entrambi i sessi da lunghi peli bianchi.

## Biologia

### Comportamento
È una specie terricola e notturna.

### Alimentazione
Si nutre probabilmente di artropodi e lombrichi.

## Distribuzione e habitat
Questa specie è conosciuta soltanto attraverso alcuni esemplari catturati sul monte Dako, nella penisola settentrionale dell'isola indonesiana di Sulawesi.
Vive nelle foreste montane.

## Conservazione
Questa specie, essendo stata scoperta solo recentemente, non è stata sottoposta ancora a nessun criterio di conservazione.